# 赫伯特·奥斯本·亚德利
赫伯特·奥斯本·亚德利（英語：Herbert Osborn Yardley，1889年4月13日—1958年8月7日）是美国的電報密码破译之父。二战中他在中国重慶工作，破譯出了日軍轟炸重慶的重要情報，为抗日戰爭胜利發揮了重要的作用。

## 生平
赫伯特·雅德礼生于美国印第安纳州，是美国国家安全局前身军情八处及美国密室创始人。雅德礼高中毕业后，进入芝加哥大学学习，但于一年后辍学回到老家沃辛顿继承父亲的工作，做了一名铁路报务员。1912年，23岁的雅德礼离职赶赴华盛顿，并在美国国务院从事外交通讯的电码译员工作。时值一战期间，他向拉尔夫·范德曼展现了自己在破译密码方面的天赋，并由此受命于1917年6月29日组建了军情八处（MI-8）这一专责密码破译工作的部门。至1918年11月11日停战，该机构共破解了一万余条外国政府的加密电报。1919年5月20日，由雅德礼提议设立的密码局通过美国国务院与陆军部批准，得以成立。
1938年，雅德礼受戴笠聘请赶赴重庆从事密码破译等情报工作，其在华期间创建中国密室这一对日本的密码破译机关。雅德礼死后葬于阿灵顿国家公墓。

## 個人著作
- 《中國黑室：鮮為人知的中日諜報戰》（英語：The Chinese Black Chamber: An Adventure in Espionage，ISBN 9780395346488）：1938年9月，中國國民黨總裁蔣中正聘請亞德利擔任軍統局顧問，協助建立中國的密碼破譯中心（中國黑室），此書為他在重慶諜報生活的回憶錄。
- 《美國黑室（英语：The American Black Chamber）》（ISBN 9781591149897）